# Jutiapa (El Salvador)
Jutiapa é um município do departamento de Cabañas, em El Salvador. Sua população estimada em 2013 era de 3 166 habitantes.